# Caudan
Caudan (bretonisch: Kaodan) ist eine französische Gemeinde mit 7110 Einwohnern (Stand 1. Januar 2022) im Département Morbihan in der Region Bretagne. Sie gehört zum Arrondissement Lorient, zum Kanton Lanester und ist Mitglied im Gemeindeverband Lorient Agglomération.

## Geografie
Die Stadt Caudan liegt an der Mündung des Scorff in den Ästuar des Blavet. Der höchste Punkt befindet sich auf 84 Metern Meereshöhe. Die Nachbargemeinden sind Calan, Inzinzac-Lochrist, Hennebont, Lanester, Lorient, Quéven, Pont-Scorff und Cléguer.

## Bevölkerungsentwicklung
| Jahr      | 1962 | 1968 | 1975 | 1982 | 1990 | 1999 | 2008 | 2019 |
| Einwohner | 2665 | 2686 | 4764 | 5819 | 6674 | 6744 | 6825 | 6920 |

## Sehenswürdigkeiten
- Tumulus und Dolmen Nelhouët
- Dolmen St. Coner
- Pfarrkirche St. Peter und Paul (Église Saints-Pierre-et-Paul)

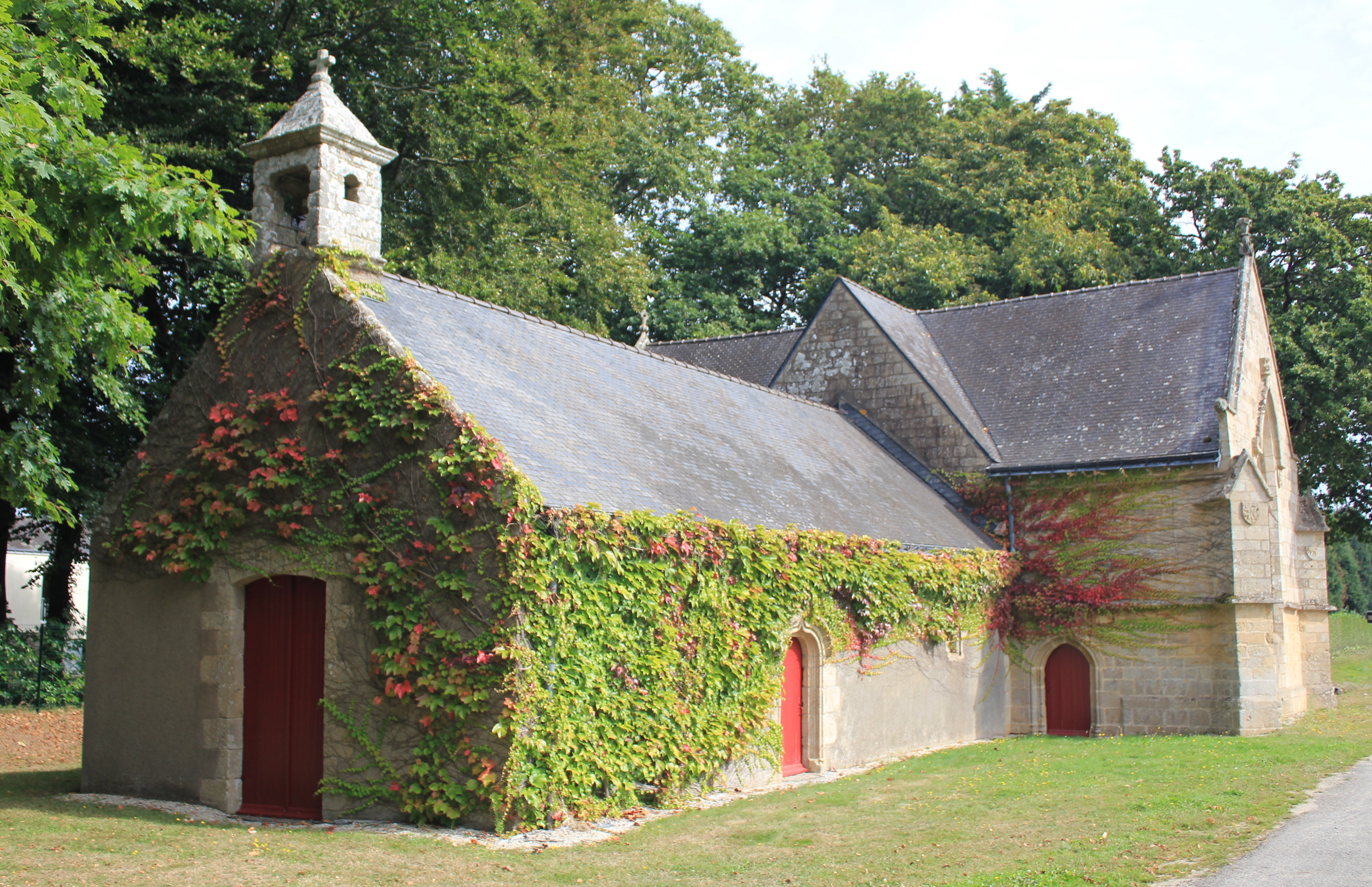
Kapelle Notre-Dame de Trescouët
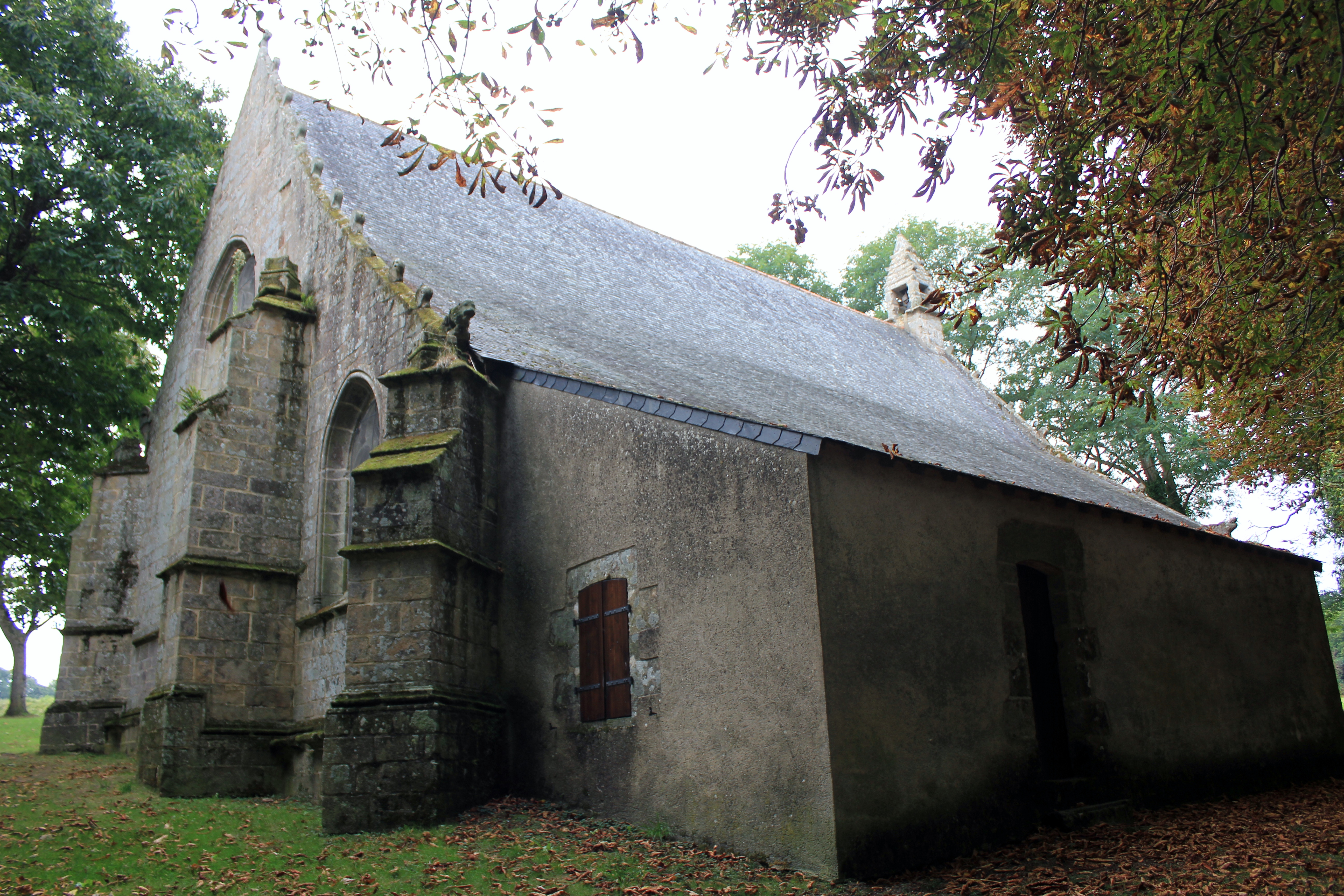
Kapelle Notre-Dame de Vérité

- Kapelle Notre-Dame de Trescouët
- Kapelle Notre-Dame de Vérité